# Aplomya fasciolata
Aplomya fasciolata là một loài ruồi trong họ Tachinidae.